# Kazumi Kishi
Kazumi Kishi (岸 一美 Kishi Kazumi?), född 25 november 1975, är en japansk tidigare fotbollsspelare.
Kazumi Kishi debuterade för japans landslag den 21 maj 1998 i en 0–2-förlust mot USA. Hon spelade 9 landskamper för det japanska landslaget. Hon deltog bland annat i Asiatiska spelen 1998.